# Urząd Dahme/Mark
Urząd Dahme/Mark (niem. Amt Dahme/Mark) - urząd w Niemczech, leżący w kraju związkowym Brandenburgia, w powiecie Teltow-Fläming. Siedziba urzędu znajduje się w mieście Dahme/Mark.
W skład urzędu wchodzą cztery gminy:
1. Dahme/Mark
2. Dahmetal
3. Ihlow
4. Niederer Fläming